# Gran Premi de Turquia del 2010
El Gran Premi de Turquia de Fórmula 1 de la Temporada 2010 s'ha disputat al circuit de Turquia, el 30 de maig del 2010.

## Qualificació

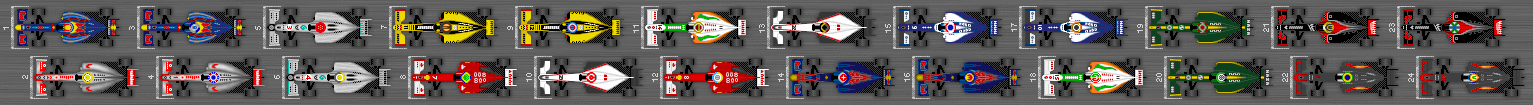
Posicions després de la qualificació

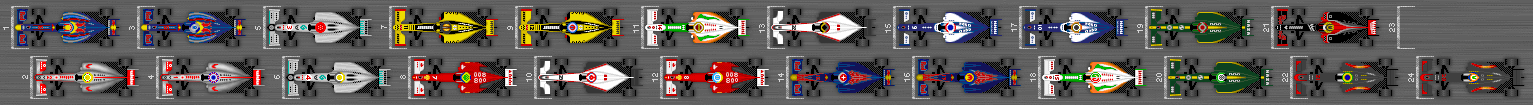
Graella de sortida definitiva

| Pos | No | Pilot              | Constructor            | Part 1    | Part 2    | Part 3    | Sortida |
| --- | -- | ------------------ | ---------------------- | --------- | --------- | --------- | ------- |
| 1   | 6  | Mark Webber        | Red Bull - Renault     | 1’ 27.500 | 1’ 26.818 | 1’ 26.295 | 1       |
| 2   | 2  | Lewis Hamilton     | McLaren - Mercedes     | 1’ 27.667 | 1’ 27.013 | 1’ 26.433 | 2       |
| 3   | 5  | Sebastian Vettel   | Red Bull - Renault     | 1’ 27.067 | 1’ 26.729 | 1’ 26.760 | 3       |
| 4   | 1  | Jenson Button      | McLaren - Mercedes     | 1’ 27.555 | 1’ 27.277 | 1’ 26.781 | 4       |
| 5   | 3  | Michael Schumacher | Mercedes               | 1’ 27.756 | 1’ 27.438 | 1’ 26.857 | 5       |
| 6   | 4  | Nico Rosberg       | Mercedes               | 1’ 27.649 | 1’ 27.141 | 1’ 26.952 | 6       |
| 7   | 11 | Robert Kubica      | Renault                | 1’ 27.766 | 1’ 27.426 | 1’ 27.039 | 7       |
| 8   | 7  | Felipe Massa       | Ferrari                | 1’ 27.993 | 1’ 27.200 | 1’ 27.082 | 8       |
| 9   | 12 | Vitali Petrov      | Renault                | 1’ 27.620 | 1’ 27.387 | 1’ 27.430 | 9       |
| 10  | 23 | Kamui Kobayashi    | BMW Sauber - Ferrari   | 1’ 28.158 | 1’ 27.434 | 1’ 28.122 | 10      |
| 11  | 14 | Adrian Sutil       | Force India - Mercedes | 1’ 27.951 | 1’ 27.525 |           | 11      |
| 12  | 8  | Fernando Alonso    | Ferrari                | 1’ 27.857 | 1’ 27.612 |           | 12      |
| 13  | 22 | Pedro de la Rosa   | BMW Sauber - Ferrari   | 1’ 28.147 | 1’ 27.879 |           | 13      |
| 14  | 16 | Sébastien Buemi    | Toro Rosso - Ferrari   | 1’ 28.534 | 1’ 28.273 |           | 14      |
| 15  | 9  | Rubens Barrichello | Williams - Cosworth    | 1’ 28.336 | 1’ 28.392 |           | 15      |
| 16  | 17 | Jaime Alguersuari  | Toro Rosso - Ferrari   | 1’ 28.460 | 1’ 28.540 |           | 16      |
| 17  | 10 | Nico Hülkenberg    | Williams - Cosworth    | 1’ 28.227 | 1’ 28.841 |           | 17      |
| 18  | 15 | Vitantonio Liuzzi  | Force India - Mercedes | 1’ 28.958 |           |           | 18      |
| 19  | 18 | Jarno Trulli       | Lotus - Cosworth       | 1’ 30.237 |           |           | 19      |
| 20  | 19 | Heikki Kovalainen  | Lotus - Cosworth       | 1’ 30.519 |           |           | 20      |
| 21  | 24 | Timo Glock         | Virgin - Cosworth      | 1’ 30.744 |           |           | 21      |
| 22  | 21 | Bruno Senna        | HRT - Cosworth         | 1’ 31.266 |           |           | 22      |
| 23  | 25 | Lucas di Grassi    | Virgin - Cosworth      | 1’ 31.989 |           |           | 23      |
| 24  | 20 | Karun Chandhok     | HRT - Cosworth         | 1’ 32.060 |           |           | 24      |

## Resultats de la cursa
| Pos. | Nº | Pilot              | Equip                  | Voltes | Temps/Retirada          | Graella | Punts |
| ---- | -- | ------------------ | ---------------------- | ------ | ----------------------- | ------- | ----- |
| 1    | 2  | Lewis Hamilton     | McLaren - Mercedes     | 58     | 1h 28’ 47. 620          | 2       | 25    |
| 2    | 1  | Jenson Button      | McLaren - Mercedes     | 58     | + 2.645 s               | 4       | 18    |
| 3    | 6  | Mark Webber        | Red Bull - Renault     | 58     | + 24.285 s              | 1       | 15    |
| 4    | 3  | Michael Schumacher | Mercedes               | 58     | + 31.110 s              | 5       | 12    |
| 5    | 4  | Nico Rosberg       | Mercedes               | 58     | + 32.266 s              | 6       | 10    |
| 6    | 11 | Robert Kubica      | Renault                | 58     | + 32.824 s              | 7       | 8     |
| 7    | 7  | Felipe Massa       | Ferrari                | 58     | + 36.635 s              | 8       | 6     |
| 8    | 8  | Fernando Alonso    | Ferrari                | 58     | + 46.544 s              | 12      | 4     |
| 9    | 14 | Adrian Sutil       | Force India - Mercedes | 58     | + 49.029 s              | 11      | 2     |
| 10   | 23 | Kamui Kobayashi    | BMW Sauber - Ferrari   | 58     | + 1’ 05.650 min.        | 10      | 1     |
| 11   | 22 | Pedro de la Rosa   | BMW Sauber - Ferrari   | 58     | + 1’ 05.944 min.        | 13      |       |
| 12   | 17 | Jaime Alguersuari  | Toro Rosso - Ferrari   | 58     | + 1’ 07.800 min.        | 16      |       |
| 13   | 15 | Vitantonio Liuzzi  | Force India - Mercedes | 57     | + 1 Volta               | 18      |       |
| 14   | 9  | Rubens Barrichello | Williams - Cosworth    | 57     | + 1 Volta               | 15      |       |
| 15   | 12 | Vitali Petrov      | Renault                | 57     | + 1 Volta               | 9       |       |
| 16   | 16 | Sébastien Buemi    | Toro Rosso - Ferrari   | 57     | + 1 Volta               | 14      |       |
| 17   | 10 | Nico Hülkenberg    | Williams - Cosworth    | 57     | + 1 Volta               | 17      |       |
| 18   | 24 | Timo Glock         | Virgin - Cosworth      | 55     | + 3 Voltes              | 21      |       |
| 19   | 25 | Lucas di Grassi    | Virgin - Cosworth      | 55     | + 3 Voltes              | 23      |       |
| 20   | 20 | Karun Chandhok     | HRT - Cosworth         | 52     | Bomba del combustible   | 24      |       |
| Ret  | 21 | Bruno Senna        | HRT - Cosworth         | 46     | Pressió del combustible | 22      |       |
| Ret  | 5  | Sebastian Vettel   | Red Bull - Renault     | 39     | Col·lisió               | 3       |       |
| Ret  | 19 | Heikki Kovalainen  | Lotus - Cosworth       | 33     | Hidràulics              | 20      |       |
| Ret  | 18 | Jarno Trulli       | Lotus - Cosworth       | 32     | Hidràulics              | 19      |       |

## Altres
- Pole: Mark Webber 1' 26. 295
- Volta ràpida: Vitali Petrov 1' 29. 165 (a la volta 57)